# Himmel oder Hölle (Fernsehsendung)
Himmel oder Hölle war eine von UFA produzierte Quizshow, die erstmals am 9. August 2014 auf ProSieben ausgestrahlt wurde und insgesamt drei Folgen umfasste. Moderiert wurde die Show von Jochen Schropp, wobei er durch Evelyn Weigert unterstützt wurde.
Die letzte Ausgabe wurde am 25. Juli 2015 ausgestrahlt, am Tag darauf gab ProSieben die Einstellung der Show bekannt.

## Konzept
Himmel oder Hölle war eine Quizshow, bei der dem Kandidaten Fragen gestellt wurden. Nach der Beantwortung jeder Frage bekam er die Wahl, sich zwischen Himmel und Hölle zu entscheiden. Wählte er den Himmel, musste seine Antwort richtig sein, sonst war das Spiel für ihn beendet. Wählte er die Hölle, bekam er von Evelyn Weigert eine unangenehme bis ekelerregende Aufgabe gestellt, die er bewältigen musste. Schaffte er diese, ging das Spiel weiter und er bekam die nächste Frage gestellt. Schaffte er die Aufgabe nicht und seine Antwort war richtig, war das Spiel dennoch für ihn beendet.
Es gab auch zwei Sicherheitsstufen, auf die der Kandidat im schlimmsten Fall zurückfallen konnte.
Für Ausgabe 3 wurde das Konzept leicht abgeändert. Es traten keine einzelnen Kandidaten, sondern Zweierteams an. Diese mussten sich bei einer falschen Antwort entscheiden, wer die Aufgabe in der Hölle antritt. Die Challenges sollen die Kandidaten mehr körperlich fordern und weniger Ekel enthalten.

## Gewinnstufen
- 1.000 € (Erste Sicherheitsstufe)
- 2.000 €
- 3.000 €
- 5.000 €
- 10.000 € (Zweite Sicherheitsstufe)
- 15.000 €
- 20.000 €
- 25.000 €
- 35.000 €
- 50.000 €

## Einschaltquoten
| Ausgabe | Datum         | Zuschauer | Zuschauer       | Marktanteil | Marktanteil     | Quelle |
| Ausgabe | Datum         | Gesamt    | 14 bis 49 Jahre | Gesamt      | 14 bis 49 Jahre | Quelle |
| ------- | ------------- | --------- | --------------- | ----------- | --------------- | ------ |
| 01      | 9. Aug. 2014  | 1,93 Mio. | 1,21 Mio.       | 8,8 %       | 16,0 %          | [ 3 ]  |
| 02      | 18. Okt. 2014 | 0,75 Mio. | 0,52 Mio.       | 2,6 %       | 5,3 %           | [ 4 ]  |
| 03      | 25. Juli 2015 | 0,95 Mio. | 0,61 Mio.       | 3,6 %       | 7,1 %           | [ 5 ]  |

Aufgrund der geringen Einschaltquoten gab ProSieben die Einstellung der Show am 26. Juli 2015 via Twitter bekannt.

## Rezeption
Quotenmeter.de sprach nach der ersten Sendung von einem „kalkulierten TV-Skandal“ und kritisierte die mangelnde Qualität auf mehreren Ebenen: „Dass ,Himmel oder Hölle‘ allerdings nicht nur unter einem Mangel an Geschmack und Moral leidet, sondern auch Abwechslung, Spannung, Authentizität und Witz zu kurz kommen, kann eigentlich von niemandem gewollt gewesen sein. Wir haben es hierbei also auch fernab der ewig gleichen Anstandsdebatte mit schlecht gemachtem Fernsehen zu tun, das letztlich an seinem Unterhaltungsauftrag kläglich scheitert.“
Trotz guter Einschaltquoten der ersten Ausgabe wurde die Sendung auf Twitter von den Zuschauern schlecht bewertet.